# Bulletin of the Chemical Society of Japan
Bulletin of the Chemical Society of Japan  (Bull. Chem. Soc. Japan, BCSJ) は日本化学会によって発行される、英文の科学学術雑誌、学術会報である。日本化学会欧文誌とも呼ばれる。理論化学、物理化学、無機化学、分析化学、有機化学、生化学、応用化学、材料化学の分野で accounts（総説）、articles（記事）および short articles を発表している。印刷版およびオンライン版の両方が発行されている。